# Chariobas lineatus
Chariobas lineatus är en spindelart som beskrevs av Pocock 1900. Chariobas lineatus ingår i släktet Chariobas och familjen Zodariidae. Inga underarter finns listade i Catalogue of Life.